# Homatula
Homatula és un gènere de peixos de la família dels balitòrids i de l'ordre dels cipriniformes que es troba a la Xina: Sichuan, Yunnan i Shaanxi, incloent-hi els rius Mekong, Iang-Tsé, Xi Jiang i Groc.

## Taxonomia
- Homatula acuticephala (Zhou & He, 1993)
- Homatula anguillioides (Zhu & Wang, 1985)
- Homatula erhaiensis (Zhu & Cao, 1988)
- Homatula laxiclathra (Gu & Zhang, 2012)[8]
- Homatula nanpanjiangensis (Min, Chen & Yang, 2010)[9]
- Homatula oligolepis (Cao & Zhu, 1989)
- Homatula pycnolepis (Hu & Zhang, 2010)[10]
- Homatula variegatus (Dabry de Thiersant, 1874)
- Homatula wujiangensis (Ding & Deng, 1990)[2][11][12]